# Оулд Катън
Оулд Катън (на английски: Old Catton) е село в Източна Англия, графство Норфолк. Разположено е на 3 km североизточно от центъра на град Норич. Населението му е около 6000 души.

## Личности
Родени
- Джон Линдли (1799-1865), ботаник

Починали
- Ана Сюъл (1820–1878), писателка